# Friedrich Burkhardt
Friedrich Burkhardt (* 16. Oktober 1890 in Oschatz; † nach 1950) war ein deutscher Gewerkschaftssekretär, Polizeihäftling im KZ Buchenwald und nach ihrer Eröffnung Führer durch die Gedenkstätte.

## Lebensdaten
Burkhardt war gelernter Stricker und arbeitete in der Textilindustrie von Apolda zunächst in diesem Beruf. Später wurde er Gewerkschaftssekretär beim Deutschen Textilarbeiterverband. Als Mitglied der Sozialdemokratischen Partei Deutschlands (SPD) war er mit deren Mandat im Stadtrat tätig. Bei der „Aktion Gitter“ im August 1944 wurde er im KZ Buchenwald inhaftiert mit der Häftlingsnummer 76.496. Am 22. November 1944 wurde er wieder entlassen. Nach der Einweihung der Nationalen Mahn- und Gedenkstätte Buchenwald führte er dort Besuchergruppen.